# باقر محمد
باقر محمد حسن (25 يوليو 1990) لاعب كرة قدم بحريني يلعب حاليا لصالح نادي الدرجة الأولى الرفاع الشرقي البحريني في مركز المهاجم من 2008.

## الإنجازات
- كأس ملك البحرين (1): 2014